# Новозеландска лейбъристка партия
Новозеландската лейбъристка партия (на английски: New Zealand Labour Party) е лявоцентристка социалдемократическа политическа партия в Нова Зеландия.
Основана е през 1916 година с обединението на няколко социалистически групи. Лейбъристката партия печели за пръв път изборите през 1935 година и се превръща в основната лява партия в Нова Зеландия и основният опонент на образуваната малко по-късно Новозеландска национална партия. Тя управлява страната пет пъти, последният от които е през 1999 – 2008 година, когато Хелън Кларк е министър-председател в продължение на три мандата.
На изборите през 2008 г. партията отстъпва победата на Новозеландската национална партия и излиза в опозиция. Хелън Кларк, загубвайки изборите, подава оставката си. На последвалите избори през 2011 (едва 27% от гласовете) и 2014 г. резултатът на партията само се влошава. Сменилите се един друг партийни лидери – Фил Гоф (2008 – 2011), Дейвид Ширер (2011 – 2013), Дейвид Канлиф (2013 – 2014) и Ендрю Литъл (2014 – 2017) – не успяват да подобрят ситуацията. Лейбъристката партия все пак остава основната опозиционна партия.
На 1 август 2017 г. нов лидер на лейбъристите става Джасинда Ардерн. На парламентарните избори на 23 септември 2017 г. партията съществено подобрява резултата си – до 36,9% от гласовете и 46 депутатски места.
Лейбъристката партия е била постоянен участник в Социалистическия интернационал, днес влиза само в Прогресивния алианс.
1. ↑  progressive-alliance.info //   Посетен на 15 март 2019 г.